# Дірлеванг
Дірлеванг (нім. Dirlewang) — громада в Німеччині, знаходиться в землі Баварія. Підпорядковується адміністративному округу Швабія. Входить до складу району Унтеральгой. Центр об'єднання громад Дірлеванг.
Площа — 23,30 км2. Населення становить 2194 ос. (станом на 31 грудня 2020).

## Галерея

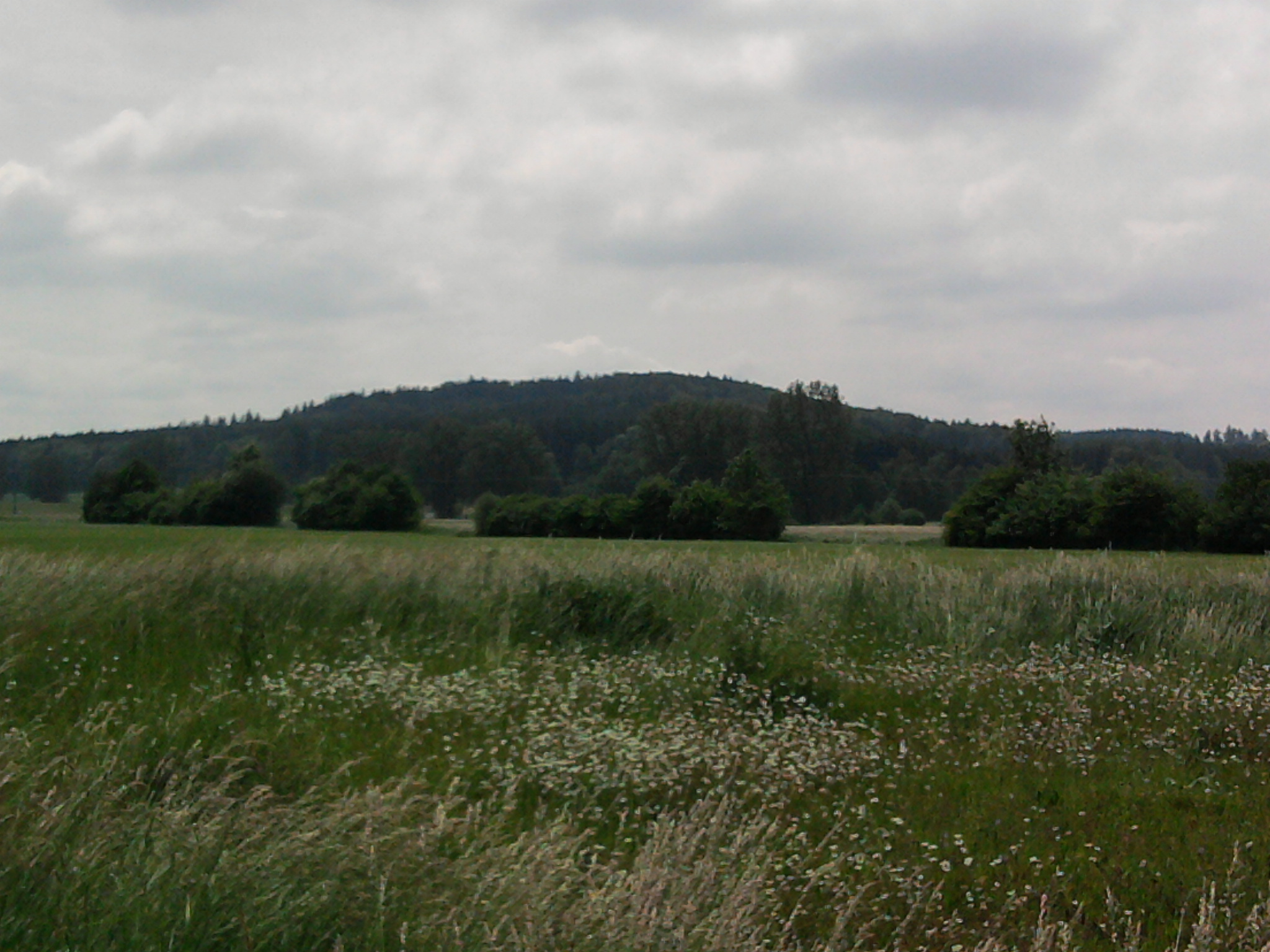
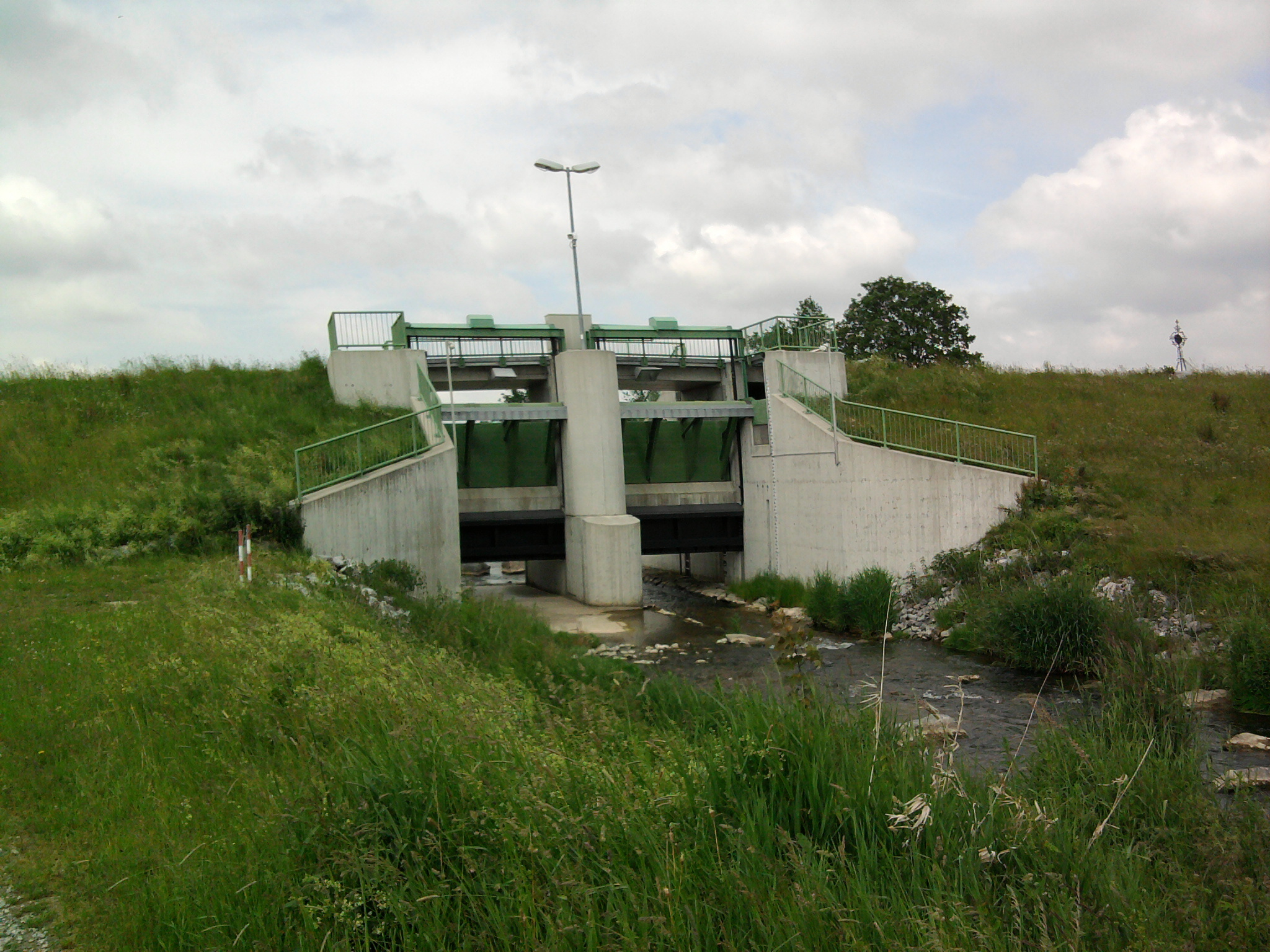